# Kobylkové z Kobylího
Kobylkové z Kobylího byl starý moravský vladycký rod, známý již od 15. století. Píše se podle tvrze a vsi Kobylí, 6 km SZ od Krnova. Ves Kobylí (nyní část Krásných Louček, náležejících ke Krnovu) se poprvé uvádí v r. 1377 v listině o rozdělení opavského knížectví, kdy ji držel lénem Drslav z Kobylího. Podle dochovaných historických zpráv zde byla nejpozději v 15. století vybudována nevelká zemanská tvrz, která je však poprvé připomínána až v r. 1557. V letech 1442–1557 ji spolu s přilehlým statkem spravovali Kobylkové z Kobylího. Po nich tento majetek převzali Beřkovští ze Šebířova a Geraltovští z Geraltovic.
Jednotliví členové rodu měli v držení další statky v mnoha částech Moravy. Zastávali rovněž různé úřady v zemské a hospodářské správě. Rozsahem držených majetků se dokonce vyrovnali mnohým starobylým panským rodům.

## Erb

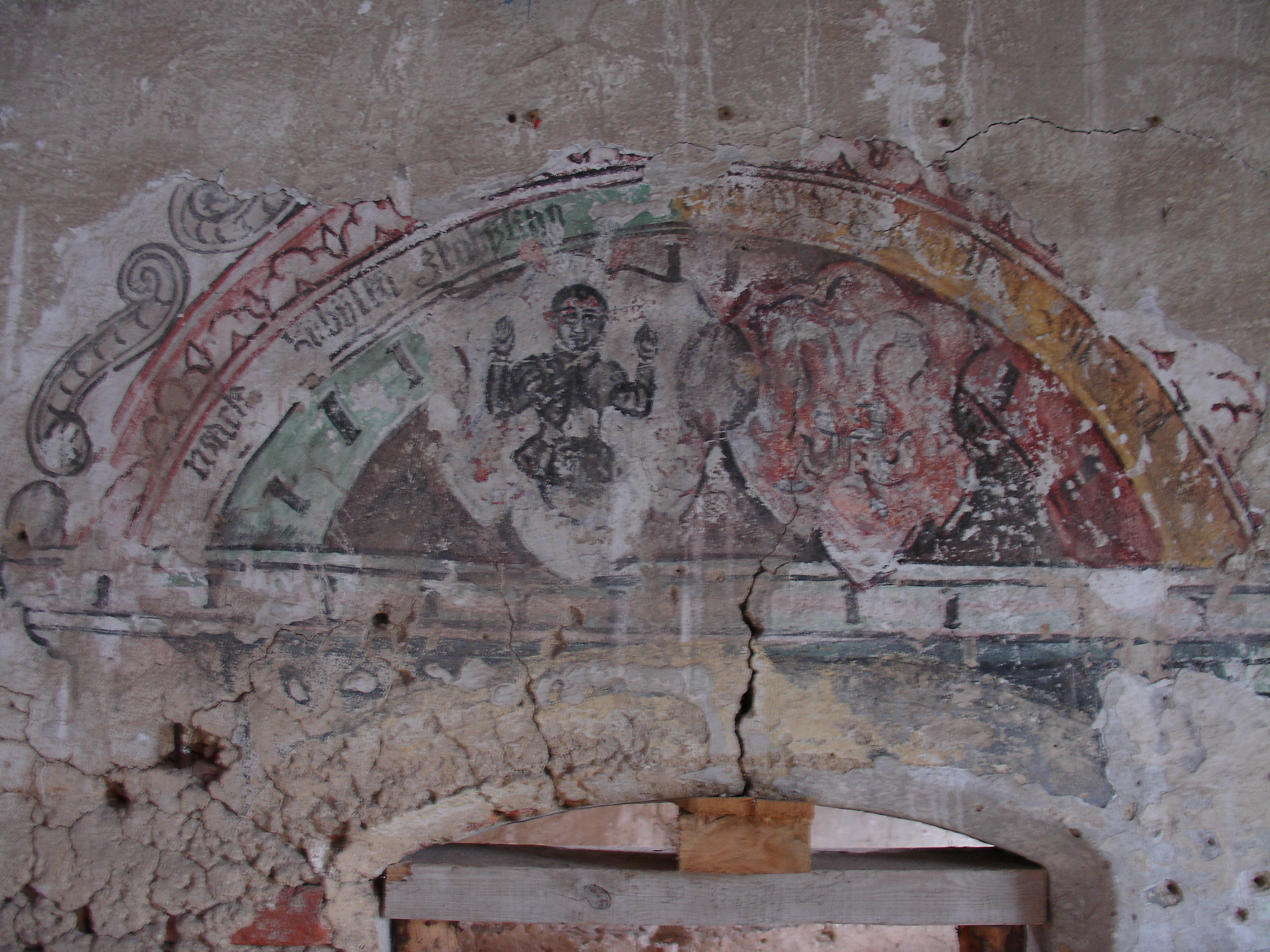
originální freska s erbem Kobylků z Kobylího na tvrzi v Podolí (část Mohelnice)

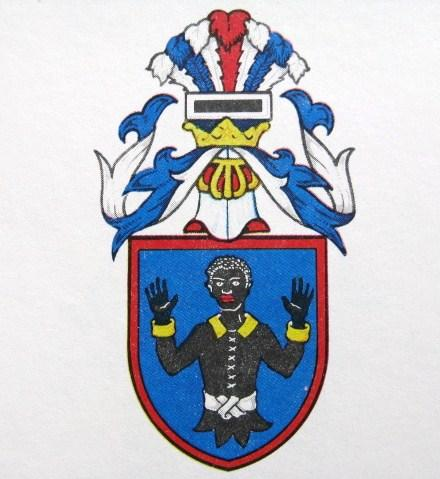
variantně (nepravděpodobně) zbarvený erb Kobylků z Kobylího v současné literatuře

Rodovým heraldickým znamením byla horní polovina těla mouřenína. A to černého ve stříbrném štítě (čili bílém), jak dokládá např. renesanční freska na tvrzi v Podolí. V literatuře se objevuje i modrý štít s červeným lemem, což je méně pravděpodobné, neboť odporuje opticky kontrastnímu kladení tinktur (barev na kovy a kovů na barvy). Přilbovým klenotem bylo prkno s pštrosími pery.
- O erbu Kobylků se také vypráví pověst, že znamením polovičního mouřenína odměnil legendárního předka rodu sardinský král za přemožení korsického Maura. Historicky rod Kobylků ovšem můžeme sledovat až od 15. století.

## Nejvýznamnější členové
Jan starší Kobylka z Kobylího (1545–1630) byl synem mírovského hradního hejtmana Jindřicha Kobylky z Kobylího Ten v roce 1557 vystoupil z biskupské služby, stal se luteránem a v této víře vychoval i své syny Jana st. a Václava (†1632). Po smrti Vavřince Edera ze Štiavnice, mj. držitele sovineckého a rabštejnského panství, se jeho jediná dcera a dědička Anna Ederovna ze Štiavnice provdala r. 1592 za Jana st. Kobylku. Ten se tímto stal spolumajitelem a po její smrti majitelem jednoho z největších severomoravských panství, což jej přivedlo mezi nejbohatší moravské rody.
Roku 1605 byl Jan starší Kobylka z Kobylího vyslán moravskými stavy do Slezska vyjednat pomoc proti vojskům sedmihradského vévody Štěpána Bočkaje, pustošícím jihovýchodní Moravu.
Dne 18. ledna 1607 Anna zemřela a Jan starší Kobylka se stal jediným pánem a majitelem celého Ederovského majetku. Tehdy začala jeho úspěšná kariéra v oblasti veřejného života. Od roku 1608 byl stálým přísedícím zemského soudu. Často byl pověřován vyslaneckými úkoly. V roce 1615 se stal jedním ze čtyř rytířských členů komise, která měla jednat o napravení a uspořádání zemského zřízení. Tato komise připravila návrh, pro jehož dokončení byli zvoleni tři páni a tři rytíři, mezi nimi i Jan st. Kobylka. Za tuto záslužnou činnost mu byl v roce 1616 propůjčen titul Rada jeho milosti císaře římského, uherského a českého krále. V roce 1618 byl zvolen do osmičlenné komise strany Pod obojí, která měla projednat a objasnit některé nejasnosti v náboženských artikulích (článcích), sjednaných mezi katolickými a evangelickými moravskými stavy. V roce 1619 byl horlivý evangelík Jan zvolen mezi 30 moravských direktorů, jimž byla svěřena správa země, když se Morava společně s Čechami postavila proti císaři. Byl radou zimního krále Bedřicha Falckého. Spolupracoval na vzniku spojenectví moravských, uherských a slezských krajů v roce 1620.
Po Bílé hoře hledal pomoc a ochranu u zemských knížat a stavů, i u Bethlena Gábora. Toto vše přičetl k tíži Janu st. Kobylkovi po Bílé hoře v roce 1622 generální zemský komisař kardinál Dietrichštejn a připravil pro něj tvrdý trest za jeho protestantské aktivity. Jan st. Kobylka si ale vykoupil milost velkými půjčkami císaři. Proto byl uznán i jeho protest proti dekretu z 15. března 1622, kterým bylo sovinecké panství zkonfiskováno a propůjčeno jako léno knížeti Karlovi z Lichtenštejna. Panství však Kobylka neudržel a byl donucen jej hluboko pod cenou (za 200 000 zlatých) prodat dne 18. ledna 1623 Řádu německých rytířů. Žil pak ve Šternberku a Olomouci a podruhé se oženil s Mandalenou Přepyskou z Rychmburka. Převážnou část získaných peněz rozpůjčoval na svoji ochranu. Nakonec zemřel opuštěn a chudý, někdy po roce 1630. V matrice vsi Brunzejf se o něm psalo, že před smrtí přestoupil na katolickou víru – zřejmě pod nátlakem bělohorských vítězů a z obav před vypovězením ze země.

## Další členové rodu
- (1447–1467) bratři Smil a Oldřich s Kobylího
- (1540–1605) Mikuláš st. Kobylka Z Kobylího
- (1556–1584) Burian Kobylka z Kobylího (od roku 1571 hradní hejtman na Sovinci)
- (1569–1599) Václav Kobylka z Kobylího
- (?–1637) Jan Burian Kobylka z Kobylího
- (1617–1666) Mikuláš Vilém Kobylka z Kobylího
- (?–1705) Vilém Kobylka z Kobylího ad.
- (?–1724) František Mikuláš Kobylka z Kobylího
- (?–1721) Ignác Felix Kobylka z Kobylího

## Sídla a panství
- Vodní tvrz a podíl na vesnici Albrechtice (dnes Velké Albrechtice) 1447 –1467
- Podolí (tvrz) + ves od roku 1551–1620 Jindřich Kobylka z Kobylího (†1576) – hejtman na Mírově
- Štemplovec (tvrz) + ves od roku 1559–1564 Jiří Kobylka z Kobylího (†1562)
- Střílky (tvrz) + vsi Střílky, Brankovice, Malénky od r. 1578 Mikuláš ml. Kobylka z Kobylího (†1600). V letech 1591–1599 ve Střílkách postavili Kobylkové z Kobylího renesanční tvrz rozšířenou počátkem 17. století na zámek.
- Jestřabice (tvrz) + ves (od roku 1579–1588) Magdalena Kobylková z Kobylího
- mlýn Bohuslavice (od r. 1579–1593) vladyka Jakub Kobylka z Kobylího
- Přestavlky (zámek) původně tvrz + ves od roku 1653–1676 Mandalena Pavlína Kobylková z Kobylího
- Bílá Lhota (tvrz) + koncem 16. stol. se majitelem panství stává Mikuláš Kobylka z Kobylího. Za Jana Záviše a jeho manželky Kunky z Kobylího v 17. stol. (1660–1669) byla tvrz přestavěna v renesanční čtyřkřídlý zámek Bílá Lhota (zámek).
- Chromeč (tvrz) + zvláštní statek + ves Bohutín (od r. 1612–1658) Johanka Kobylková z Kobylího
- Tavíkovice (tvrz) koncem 16. století přebudovaná na renesanční zámek Tavíkovice (zámek) hrabaty z Althanu a od přelomu 16. a 17. století v držení Kobylků – Jan Maxmilian Kobylka z Kobylího (†1693) a Ignát Felix z Kobylího

## Příbuzenské svazky
Příbuzenskými svazky byli Kobylkové z Kobylího spojeni s rody z Kornic, z Broumova, Bukůvky z Bukůvky, Edery ze Štiavnice, Horeckými z Horky, Martinovskými z Rozseče, Podstatskými z Prusinovic, Lichnovskými z Voštic, ze Zástřizl, Zoubky ze Zdětína ad.